# Двоструко лице
Двоструко лице је концепт дизајна који омогућава уређају да има две карактеристичне стране, по једну за сваку функцију. Најчешће се користи у телефонима са камером.

## Предности
Главна предност коришћења уређаја са двоструким лицем је побољшана једноставност употребе захваљујући карактеристичним функцијама за сваку страну.
На пример, поседовање мобилног телефона са двоструким лицем за камеру подстиче корисника да држи телефон хоризонтално, јер се дугмад и функције налазе на сличним местима као код уобичајеног дигиталног фотоапарата. 

## Употреба на тржишту
Концепт двоструког лица почео је 2003. године када је Sony Ericsson започео своју понуду телефона са камером са моделима Т610 и Т630 који су се могли удобно држати у стилу правог дигиталног фотоапарата захваљујући бочно постављеном дугмету затварача; такође су имали дизајн задњег дела који је лабаво личио на дизајн дигиталних камера. Sony Ericsson је описао дизајн модела Т630 као „Стављајући тачку на телефоне који имају предњу и задњу страну, Т630 има две стране. Један за камеру... други за телефонију...' 
Са најавом модела K700i и S700i, Sony Ericsson је увео нови маркетиншки термин, „двоструко лице“, који се односи на телефон са камером где је „стражње лице“ телефона стилизовано као „предње лице“ дигиталне камере, отуда и термин „двоструко лице”. 
Тржиште је добро реаговало на овај дизајн и Sharp је била следећа компанија која је почела да дизајнира производе са двоструким лицем, тако што је производила телефон на преклоп са дизајном двоструког лица (Sharp 902).  Ово раније није рађено на телефонима на преклоп јер је било тешко пронаћи погодну локацију за постављање камере због физичких ограничења.
Nokia je након посматрања континуираног одговора на мобилне телефоне са двоструким лицем најавила моделе 6111  и 6270/6280 2005.  од којих су сви имали елемент двоструког лица. Такође су претходно креирали нови дизајн који је укључивао увртање горњег преклопа како би се направио екран попут камкордера (као на 6260).  Иако није стриктно двоструко лице, касније је више разрађен да формира N90, N92 и N93 .
Samsung-ов UpStage, објављен 2007. године, има нови облик двоструког лица, где је једно лице страна телефона, а друго лице подсећа на MP3 плејер. 

## Друге употребе
Sony Ericsson је такође користио дизајн двоструког лица у јапанском издању, Sony Ericsson Radiden. На полеђини је имао посебан екран за приступ радио функцијама. 